# Mala Sočanica
Mala Sočanica (szerbül: Мала Сочаница), település Bosznia-Hercegovinában, a Szerb Köztársaság északi régiójában. 

## Fekvése
A település Bosznia-Hercegovina északi részén, Dobojtól légvonalban 18, közúton 32 km-re északnyugatra, az Ilova-folyó felső folyásánál, a Krnjin-hegységben, 180-250 méteres magasságban található.

## Népessége
| Nemzetiségi csoport | Népesség 1991 | Népesség 2013 |
| ------------------- | ------------- | ------------- |
| Szerb               | 407           | 231           |
| Bosnyák             | 0             | 0             |
| Horvát              | 347           | 1             |
| Jugoszláv           | 1             | 0             |
| Egyéb               | 4             | 2             |
| Összesen            | 759           | 234           |

## Története
A település 1878-ig tartozott az Oszmán Birodalomhoz, ekkor a berlini kongresszus határozata alapján az Osztrák-Magyar Monarchia része lett. 1879-ben az első osztrák-magyar népszámlálás során a Derventi járáshoz tartozó településnek 107 háztartása, 135 római katolikus, és 95 ortodox lakosa volt. 1910-ben a Derventi járáshoz tartozó településen 58 háztartást, 185 római katolikus és 149 ortodox lakost találtak. A monarchia szétesésével 1918-ban előbb a Szerb-Horvát-Szlovén Királyság, majd 1929-től a Jugoszláv Királyság része lett. 1921-ben a Derventi járáshoz tartozó településnek 375 lakosa volt, közülük 176 ortodox szerb, 199 római katolikus volt. Az 1929-es törvény értelmében, amikor Bosznia-Hercegovinát négy banovinára, Drinskára, Vrbaskára, Zetskára és Primorskára osztották, a település a Vrbaska banovina (Orbászi bánság) része lett, amelynek székhelye Banja Luka volt. 1939-ben a közigazgatás átszervezésével a Hrvatska banovina (Horvát Bánság) része lett.
A második világháborúban Jugoszlávia megszállása után a Független Horvát Állam (NDH) része lett. A második világháború után 1992-ig a település a szocialista Jugoszlávia keretében a Bosznia-Hercegovinai Népköztársaság része volt. A boszniai háborút lezáró daytoni békeszerződés rendelkezése alapján az ország területét felosztották a Bosznia-hercegovinai Föderáció és a boszniai Szerb Köztársaság között. A békeszerződés utáni területmegosztási megállapodás értelmében a település Derventa község részeként a Boszniai Szerb Köztársasághoz került. 

## Nevezetességei
Szent Prokopiusz tiszteletére szentelt ortodox temploma. A templom mérete 14,54x8,30 méter. Az építkezés 1996 májusában kezdődött Bora Petković derventai építész tervei szerint. Az alapokat 1996. augusztus 10-én szentelte fel Vasilije, Zvornik-Tuzla püspöke, Vasilij Vejinović mileševoi püspök koncelebrációjával. Az építkezés 2002 áprilisában fejeződött be, a templomot 2002. május 18-án szentelte fel Vasilije püspök. Az ikonosztázt a derventai Neđo Kuzmanović készítette. Az ikonosztázon látható ikonokat a doboji Aleksandar Vasiljević festette.